# Alejandro Chomski
Alejandro Chomski (Buenos Aires, 27 de noviembre de 1968-Buenos Aires, 5 de noviembre de 2022) fue un guionista y director de cine argentino que trabajó en su país y en Estados Unidos.

## Filmografía

### Director
- Bajo el agua (2021)
- El país de las últimas cosas (2020)
- Alek (mediometraje, 2017)
- ¡Maldito seas, Waterfall! (2016)
- Existir sin vos, una noche con Charly García (2016)
- Dormir al sol (2012)
- A Beautiful Life (2008) (Estados Unidos)
- Feel the Noise (2007) (Estados Unidos)
- Hoy y mañana (2004)
- A Day in the Life of an Artist (cortometraje, 2000)
- A Moment of Silence (cortometraje, 1998)
- Dry Martini (cortometraje, 1998)
- Alexander and the Terrible, Horrible, No Good, Very Bad Day (cortometraje, 1997)
- Any Questions (cortometraje, 1996)
- Escape to the Other Side (cortometraje, 1993)
- Wrinkles (cortometraje, 1992)
- Julia Always Wants to Make Time (cortometraje, 1992)
- What If (cortometraje, 1992)

### Guionista
- El país de las últimas cosas (2020)
- Dormir al sol (2012)
- Hoy y mañana (2004)
- A Day in the Life of an Artist (cortometraje, 2000)
- A Moment of Silence (cortometraje, 1998)
- Any Questions (cortometraje, 1996)
- Escape to the Other Side (cortometraje, 1993)
- Wrinkles (cortometraje, 1992)
- Julia Always Wants to Make Time (cortometraje, 1992)
- What If (cortometraje, 1992)

### Productor
- Dormir al sol (2012)
- Hoy y mañana (2004)
- A Day in the Life of an Artist (cortometraje, 2000)
- A Moment of Silence (cortometraje, 1998)
- Any Questions (cortometraje, 1996)
- Escape to the Other Side (cortometraje, 1993)
- Wrinkles (cortometraje, 1992)
- Julia Always Wants to Make Time (cortometraje, 1992)
- What If (cortometraje, 1992)

### Actor
- A Day in the Life of an Artist (cortometraje, 2000)...Estudiante
- We married Margot (2000) ...Cura mexicano (Estados Unidos)
- A Moment of Silence (cortometraje, 1998)
- Any Questions (cortometraje, 1996)
- Wrinkles (cortometraje, 1992)
- Julia Always Wants to Make Time (cortometraje, 1992)

### Editor
- Todas las azafatas van al cielo (2002)
- Wrinkles (cortometraje, 1992)
- Julia Always Wants to Make Time (cortometraje, 1992)
- What If (cortometraje, 1992)

### Director de fotografía
- Alek (mediometraje, 2017)
- Julia Always Wants to Make Time (cortometraje, 1992)
- What If (cortometraje, 1992)

### Compositor
- Alek (mediometraje, 2017)
- Julia Always Wants to Make Time (cortometraje, 1992)
- What If (cortometraje, 1992)

### Él mismo
- Alek (mediometraje, 2017)
- There Is No Direction (cortometraje documental, 2005)
- ¿Quién es Alejandro Chomski? (documental, 2002)